# Andrian
Andrian (wł. Andriano) – miejscowość i gmina we Włoszech, w regionie Trydent-Górna Adyga, w prowincji Bolzano.
Liczba mieszkańców gminy wynosiła 1025 (dane z roku 2009). Język niemiecki jest językiem ojczystym dla 97,32%, włoski dla 2,55%, a ladyński dla 0,13% mieszkańców (2001).